# 农贸市场

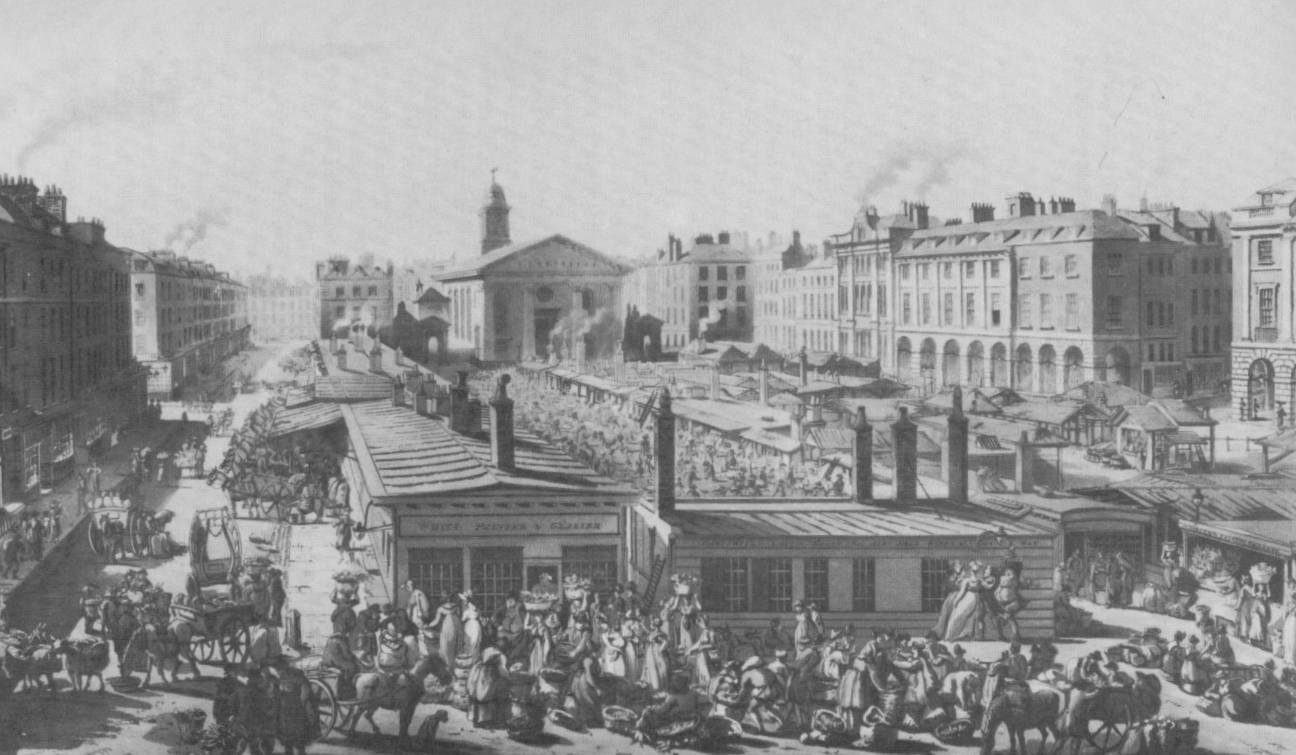
歷史上的倫敦柯芬園菜市

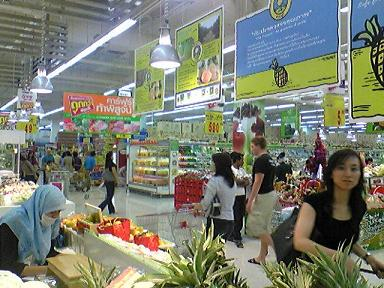
泰國家樂福的一個室內市場

农贸市场，又称农贸自由市场、菜市場、街市、菜市、菜場或農墟，是指在城乡设立的可以进行自由买卖农产品的市场，是一种传统市场。农贸市场在亚洲地区是自古以来就存在的市场。

## 中国大陆
20世纪50年代至70年代，中国大陆使用了大量的计划经济，「統購統銷」，只允許農民保留少許自留地生產的作物，阻止了农贸市场的发展。但是农贸自由市场在80年代改革开放后又逐渐复生。 
改革开放初期，在农村和城市恢复了曾被视为“资本主义尾巴”的农贸自由市场。饱受短缺经济困扰和国营菜店冷落的老百姓，以一种欣喜的心情接受农贸自由市场的到来。在农贸自由市场上，可以买到新鲜的农产品，允许顾客自己挑选偏好的农产品，可以议价；在摊贩之间形成了竞争关系，价格可以随行就市。随着农贸自由市场在全国的发展，很快就把国营的蔬菜店和副食店挤垮了。农贸市场的大幅扩展也催生了一系列躁动的社会心态，1988年12月首播的相声《特大新闻》即通过“天安门广场要改农贸市场”的戏谑性说辞反映了这一趋势。